# Palatinado-Zweibrücken-Vohenstrauss-Parkstein
O Palatinado-Vohenstrauss-Parkstein, Palatinado-Zweibrücken-Vohenstrauss-Parkstein ou, na sua forma mais completa, Ducado do Palatinado-Zweibrücken-Vohenstrauss-Parkstein (em alemão:  Hetzogtum von Pfalz-Zweibrücken-Vohenstrauss-Parkstein), foi um antigo estado do Sacro Império Romano-Germânico. O estado desenvolveu-se em redor das cidades de Vohenstrauß e Parkstein, no atual Alto Palatinado, nordeste da Baviera.

## História
O Palatinado-Zweibrücken-Vohenstrauss-Parkstein foi criado em 1569, pela partição dos estados de Wolfgang do Palatinado-Zweibrücken.
Com a sua morte (1569), os seus estados foram partilhados entre os seus 5 filhos varões, dando origem a outros tantos ducados:
- Filipe Luís, o mais velho, ficou com o Palatinado-Neuburgo;
- João com o Palatinado-Zweibrücken;
- Otão Henrique com o Palatinado-Sulzbach;
- Frederico com o Palatinado-Vohenstrauss-Parkstein, sem descendência; e
- Carlos com o Palatinado-Zweibrücken-Birkenfeld.

O Palatinado- Vohenstrauss-Parkstein foi de curta duração uma vez que o seu único duque, Frederico, veio a falecer em 1597 e não teve descendência sobrevivente.
O Palatinado-Vohenstrauss-Parkstein foi, então, reincorporado no Palatinado-Zweibrücken.

## Lista de Duques do Palatinado-Vohenstrauss-Parkstein

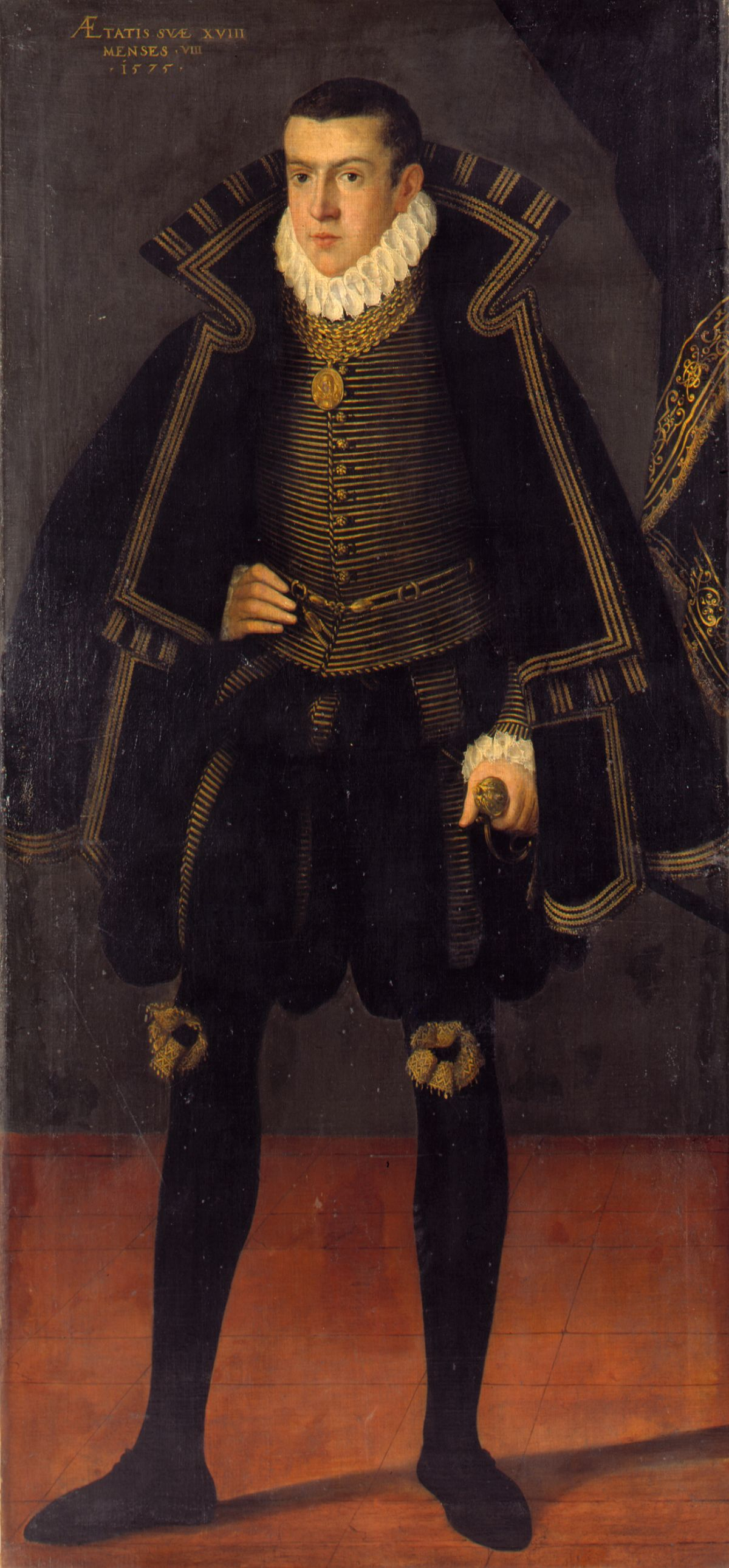
Frederico duque do Palatinado-Vohenstrauss-Parkstein (1569-1597).

### Casa de Wittelsbach
- 1569-1597: Frederico[4]